# Kadavu
Kadavu (IPA: [ka nda βu]), s rozlohou 411 km² je čtvrtým největším ostrovem na Fidži a největším ostrovem v souostroví Kadavu. Toto vulkanické souostroví sestává z Kadavu, Ono, Galoa a několika menšími ostrovy v „Great Astrolabe Reef“. Nachází se na 19,05° jižní šířky a 178,25° východní délky. Hlavním administrativním centrem ja Viunisea s letištěm, školou, nemocnicí a vládní budovou na východním konci ostrova. Suva, fidžijské hlavní město, leží 88 km severně od Kadavu. Na ostrově žije okolo 8700 obyvatel.
Kadavu je jednou ze čtrnácti fidžijských provincií a tvoří část východního obvodu, jež rovněž zahrnuje provincie Lau a Lomaiviti. Kadavu také patří ke konfederaci Burebasaga, skupině náčelníků z jižního a západního Fidži.

## Historie

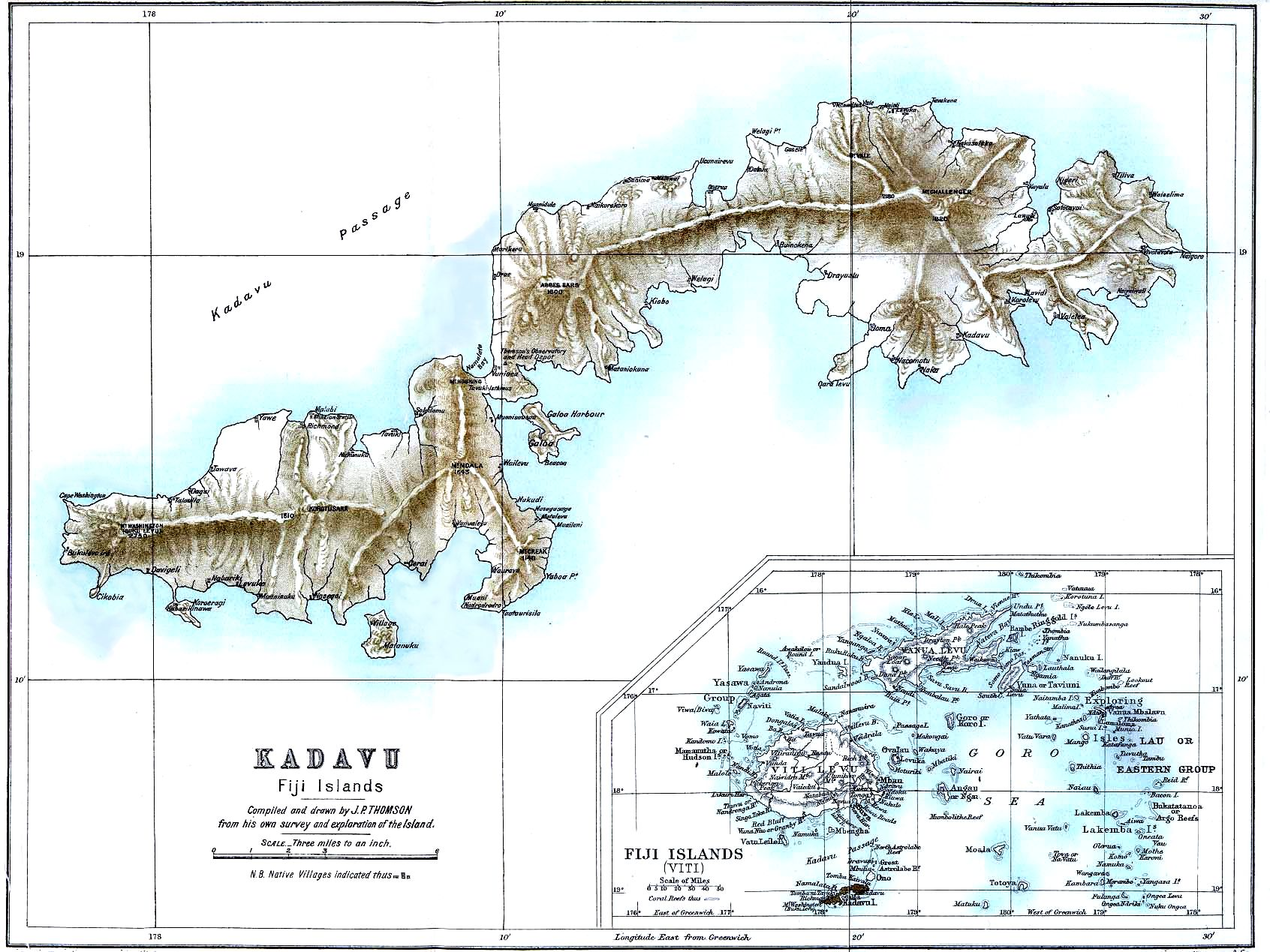
Kadavu na mapě J.P.Thomsona, 1889

William Bligh byl prvním Evropanem který spatřil Kadavu roku 1792 na své druhé výzkumné plavbě na Fidži. Byl následován roku 1799 kapitánem C. Bentlym s lodí Ann & Hope na cestě do Austrálie. Roku 1827 francouzský fregatní kapitán Dumont d'Urville téměř ztroskotal s lodí Astrolabe na útesu který dnes nese její jméno. Ostrov se později stal útočištěm lovců mořských okurek (bêches de mer), stejně tak jako velrybářů z Austrálie a Nové Anglie. Přístav Galoa se stal důležitou zastávkou pro lodě převážející zásilky mezi Sydney, San Franciscem a Aucklandem.

## Charakter území
Ostrov je 93 km dlouhý s šířkou od 365 m do 13 km. Ostrov je téměř rozdělen na dva úžinou Namalata Isthmus, jež spojuje zátoku Namalata na severu s přístavem Galoa na jižním pobřeží. Vedle přístavu Galoa leží ostrov Galoa a úzký ostrůvek Tawadromu. Kadavu je charakteristický svým drsným, hornatým trerénem. Nejvyšší hora Nabukelevu, známá též jako Mount Washington, je 822 m vysoká a leží na západním konci ostrova.
Kadavu stále pokrývá 75 % původního deštného pralesa s množstvím druhů ptáků, včetně čtyř endemických druhů (hrdličky Velvet Dove, medosavky Kadavu Honeyeater, pávíka Kadavu Fantail a papouška Crimson Shinning-parrot) a několika endemických podruhů (jako drozd Island Thrush). Podél pobřeží se z jihu, přes východ až k severu táhne Velký Astolábový útes, velký bariérový útes, který je jedním z nejvýznamnějších fidžijských potápěčských středisek.

## Ekonomie a kultura
Kadavu je jednou z nejméně rozvinutých oblastí na Fidži. Je tam jen několik málo silnic, místní hospodářství je závislé na farmaření a vývozu na Viti Levu. Na Kadavu nejsou žádné banky. Turismus začíná být populární hlavně díky možnostem potápění. Náčelnický systém na Kadavu dává místním náčelníkům mnohem větší autoritu nežli v kterýchkoliv jiných oblastech na Fidži, kde jsou místní náčelníci spíše podřízení několika hlavním náčelníkům.
17. prosince 2005 Ratu Josateki Nawalowalo, předseda kadavského provinčního sněmu, oznámil hlavní rozvojový plán na postavení silnic vedoucích skrz ostrov, opravu přístavních hrází a zlepšení spojení s hlavním ostrovem. Oznámil že z větší části má být projekt financován tchajwanskou vládou.